# Cher: The Farewell Tour
Cher: The Farewell Tour es un DVD de la cantante Cher, grabado el 8 de noviembre de 2002 en el "American Airlines Arena" en Miami (Florida) en un concierto de su gira mundial Living Proof: The Farewell Tour. El especial de televisión de este DVD que fue lanzado en 2003 ganó un premio Emmy en la categoría de "Mejor programa de variedades, música o especial de comedia".
También fue lanzado en formato CD, titulado Live! The Farewell Tour.

## Contenido
1. Introducción
2. "I Still Haven't Found What I'm Looking For"
3. "Song for the Lonely"
4. "Gayatri Mantra"
5. "All or Nothing"
6. "I Found Someone"
7. "Bang Bang"
8. Medley de Sonny & Cher
  - "The Beat Goes On"
  - "Baby Don't Go"
  - "I Got You Babe"
9. "Medley"
  - "All I Really Want to Do"
  - "Half-Breed"
  - "Gypsies, Tramps, and Thieves"
  - "Dark Lady"
10. "Take Me Home"
11. "The Way of Love"
12. "After All" (Love Theme from Chances Are)
13. "Just Like Jesse James"
14. "Heart of Stone"
15. "The Shoop Shoop Song (It's In His Kiss)"
16. "Strong Enough
17. "If I Could Turn Back Time"
18. "Believe"
19. Créditos finales

## Contenido extra
- Tres canciones extras:

1. "A Different Kind of Love Song"
2. "We All Sleep Alone"
3. "Save Up All Your Tears"

- Un nuevo video remix de "If I Could Turn Back Time"
- Un documental detrás de escena
- Entrevistas detrás de escena
- Entrevistas inéditas con Cher
- Diseños de vestuario

## Ventas y certificaciones
| País           | Certificación | Ventas   |
| -------------- | ------------- | -------- |
| Estados Unidos | 3x Platino    | 300,000  |
| Australia      | 6x Platino    | 105,000  |
| Alemania       | Oro           | 25,000   |
| Nueva Zelanda  | Oro           | 2,500    |
| Total          |               | 432,500+ |